# Polsk-svenska krig
Under perioden 1563-1721 utkämpades sex krig mellan Polen och Sverige. En orsak till krigen var den polska vasagrenens anspråk på den svenska kronan. Sveriges expansion i Baltikum var en annan orsak.
| Namn                        | Årtal     | Startat av | Segrare | Fred                                                  | Resultat |
| --------------------------- | --------- | ---------- | ------- | ----------------------------------------------------- | --- |
| Första polska kriget        | 1563-1568 | Polen      | Sverige |                                                       | Formell freds slöts aldrig. Kriget upphörde när Johan III blev svensk kung 1568 |
| Första kriget mot Sigismund | 1598-1599 | Polen      | Sverige | Stilleståndet vid Mem och stilleståndet vid Stångebro | Sigismund lämnade Sverige för att aldrig mer återvända |
| Andra polska kriget         | 1600-1629 | Sverige    | Sverige | Stilleståndet i Altmark                               | Någon riktig fred med Polen slöts inte förrän i Oliva 1660 |
| De la Gardieska fälttåget   | 1609-1610 | Sverige    | Polen   | De la Gardies dagtingan                               | Svenskarna fick fritt avtåg mot löfte att inte strida för Vasilij Sjujskij |
| Karl X Gustavs polska krig  | 1655-1660 | Sverige    | Polen   | Freden i Oliva                                        | Johan Kasimir avsade sig alla anspråk på Sveriges krona. Polen erkände Sveriges innehav av Estland, Ösel och Livland |
| Stora nordiska kriget       | 1700-1721 | Polen      | Sverige | Freden i Warszawa, Deklarationen med Polen            | Sverige satte en svenskvänlig kung på tronen och Polen slutade vara en av Sveriges fiender under åren 1705-1709. Deklarationen med Polen 1732 fastställde de facto rådande fredsförhållande mellan länderna då ett nytt fredsavtal aldrig slöts officiellt vid krigets slut. |